# 同志社大学ラグビー部
同志社大学体育会ラグビー部（どうししゃだいがくたいいくかいラグビーぶ、英: Doshisha University Rugby Football Club）は、関西大学ラグビーリーグ戦に所属する同志社大学のラグビー部である。関西の人気チームであり、「関西の雄」として、関東の早慶明の3校と共に大学ラグビーの伝統校として知られている。全国大学タイトルは計5回（東西対抗1回、選手権4回）、日本選手権・NHK杯優勝は各1回である。

## 歴史と概要
- 1911年創部。慶應義塾、京都三高に次ぐ日本で3番目の歴史を持つラグビーチームである。翌年から慶應との定期戦が始まる。1923年には早稲田大学、1925年には明治大学との定期戦が始まった。
- 1960年度には、初めて早慶明3校を連破する。その年、日本協会招待NHK杯争奪ラグビー大会の出場権を関東王者の日本大学と争うはずであったが、日程の折り合いがつかず同志社は辞退した。
- 1961年度にも早慶明3校を連破し、日本協会推薦で日本協会招待NHKカップに出場。社会人王者の近鉄と対戦し、17-6で勝利。初の日本一に輝く。
- 1963年度の第1回日本ラグビーフットボール選手権大会でも近鉄を18-3で降し、2度目の日本一を経験する。関西の大学では唯一の、日本選手権優勝。
- 1976年度から1984年度まで、関西大学ラグビーリーグ戦9連覇。1985年度に大阪体育大学に敗れるまでリーグ戦71連勝を記録する。
- 1980年代には4度の大学日本一を成し遂げ、空前のラグビーブームを彩った。特に1982年度から1984年度まで、大八木淳史、平尾誠二らスター選手を擁し、史上初の大学選手権3連覇(決勝戦1982年度明治大学、1983年度日本体育大学、1984年度慶應義塾大学を倒しての連勝)を達成。しかし日本選手権ではいずれも新日鉄釜石ラグビー部に敗れた。とりわけ1984年度（1985年1月15日）の対戦では、国立競技場有料入場券発売枚数が64,636枚で、ラグビー日本選手権で史上最高となった[1]。同施設としては歴代5位の発売枚数だった[2]。ちなみに、当時は正確な入場者数が把握できず、国立競技場は「有料入場券発売枚数」を公式な人数として発表していた[3]。
- 2002年度から2005年度まで、関西大学ラグビーリーグ戦4連覇。
- 2010年5月に創部100周年記念式典を挙行した[4]。しかし、成績は振るわず、低迷期に入った。得失点差でリーグ戦は7位となり、37年振りに大学選手権出場を逃した。そして、ラグビー部史上初めてBグループとの入替戦に回ることになった[5]。入替戦ではBグループ2位の関西大学を45-10で破り、Aグループ残留を決めた。
- 2011年、元三洋電機監督の宮本勝文が監督に就任した。
- 2012年、得失点差でリーグ戦は6位となり、大学選手権出場を逃した。
- 2013年、元クボタスピアーズヘッドコーチの山神孝志が監督に就任した[6]。
- 2015年、最終戦で天理大学に勝利して8年ぶりの優勝を果たした。
- 全国屈指の名門だったが、1987年度以降は大学選手権決勝に進出しておらず、準決勝にも2006年度から2015年度まで進出できなかった。
- 2023年、関西Aリーグを全敗で8位（最下位）となり、Bリーグ1位の大阪体育大と入替戦を12月9日に実施。62-21で勝利し、Aリーグ残留となる[7][8]。

## タイトル
- 日本協会招待NHK杯争奪ラグビー大会（日本ラグビーフットボール選手権大会の前身）: 1回
  - 1961
- 日本ラグビーフットボール選手権大会 : 1回
  - 1963
- 全国大学ラグビーフットボール選手権大会 : 4回（出場50回）
  - 1980、1982、1983、1984
- 東西学生ラグビーフットボール対抗王座決定戦 ： 1回
  - 1961
- 関西大学ラグビーリーグ戦 : 48回[9]
  - 1930、1932、1933、1935、1938、1940、1952、1953、1954、1955、1956、1958、1959、1960、1961、1962、1964、1965、1966、1967、1968、1969、1970、1971、1972、1976、1977、1978、1979、1980、1981、1982、1983、1984、1986、1988、1992、1993、1995、1996、1999、2000、2002、2003、2004、2005、2007、2015

※年は全て年度。

## 戦績
近年のチームの戦績は以下のとおり。
| 年度 | 所属 | 勝敗      | 順位          | 監督     | 主将       | 大学選手権                                                                          |
| ---- | ---- | --------- | ------------- | -------- | ---------- | ----------------------------------------------------------------------------------- |
| 1999 | A    | 7勝0敗    | 1位           | 圓井良   | 水間良武   | 準決勝 19-25 慶應義塾大学                                                           |
| 2000 | A    | 7勝0敗    | 1位           | 圓井良   | 大西将太郎 | 準決勝 19-33 関東学院大学                                                           |
| 2001 | A    | 6勝1敗    | 2位           | 圓井良   | 田中洋平   | 2回戦 33-41 法政大学                                                                |
| 2002 | A    | 7勝0敗    | 1位           | 徳原永宅 | 徳野洋一   | 1回戦 24-26 帝京大学                                                                |
| 2003 | A    | 7勝0敗    | 1位           | 中尾晃   | 飯尾賢吾   | 準決勝 33-38 早稲田大学                                                             |
| 2004 | A    | 7勝0敗    | 1位           | 中尾晃   | 仙波智裕   | 準決勝 17-45 早稲田大学                                                             |
| 2005 | A    | 7勝0敗    | 1位           | 中尾晃   | 中村嘉樹   | 準決勝 15-31 関東学院大学                                                           |
| 2006 | A    | 5勝2敗    | 3位           | 中尾晃   | 深澤泰山   | 1回戦 19-48 慶應義塾大学                                                            |
| 2007 | A    | 6勝1敗    | 1位           | 中尾晃   | 前川泰慶   | 1回戦 20-25 筑波大学                                                                |
| 2008 | A    | 5勝2敗    | 2位           | 中尾晃   | 太田春樹   | 2回戦 31-78 東海大学                                                                |
| 2009 | A    | 4勝3敗    | 4位           | 中尾晃   | 村上丈祐   | 1回戦 24-38 関西学院大学                                                            |
| 2010 | A    | 3勝4敗    | 7位           | 中尾晃   | 大平純平   | ※入替戦 45-10 関西大学 Aグループ残留                                                |
| 2011 | A    | 6勝1敗    | 2位           | 宮本勝文 | 西田悠人   | 2回戦 12-18 帝京大学                                                                |
| 2012 | A    | 2勝5敗    | 6位           | 宮本勝文 | 西林宏祐   |                                                                                     |
| 2013 | A    | 5勝1敗1分 | 2位           | 山神孝志 | 秋山哲平   | セカンドステージ プールB 1勝2敗 13-38 筑波大学 26-34 流通経済大学 60-17 日本大学    |
| 2014 | A    | 5勝2敗    | 3位           | 山神孝志 | 田淵慎理   | セカンドステージ プールC 1勝2敗 3-40 東海大学 17-18 早稲田大学 43-42 立命館大学     |
| 2015 | A    | 6勝1敗    | 1位           | 山神孝志 | 才田智     | セカンドステージ プールD 1勝2敗 36-8 慶應義塾大学 22-36 筑波大学 31-33 大東文化大学 |
| 2016 | A    | 6勝1敗    | 2位           | 山神孝志 | 山田有樹   | 準決勝 12-74 東海大学                                                               |
| 2017 | A    | 3勝4敗    | 6位           | 萩井好次 | 野中翔平   |                                                                                     |
| 2018 | A    | 4勝3敗    | 5位           | 萩井好次 | 山口修平   |                                                                                     |
| 2019 | A    | 5勝2敗    | 2位           | 萩井好次 | 山本雄貴   | 3回戦 17-48 筑波大学                                                                |
| 2020 | A    | 3勝1敗    | 2位           | 萩井好次 | 中尾泰星   | 3回戦 不戦敗 帝京大学                                                               |
| 2021 | A    | 5勝2敗    | 4位           | 萩井好次 | 南光希     | 3回戦 24-76 帝京大学                                                                |
| 2022 | A    | 3勝4敗    | 3位           | 宮本啓希 | 梁本旺義   | 3回戦 0-50 帝京大学                                                                 |
| 2023 | A    | 0勝7敗    | 8位（最下位） | 宮本啓希 | 山本敦輝   | ※入替戦 62-21 大阪体育大学 Aリーグ残留                                              |
| 2024 | A    | 2勝5敗    | 6位           | 中尾晃   | 寺北亘佑   |                                                                                     |

## NHK杯と日本選手権の両方を制した唯一の大学チーム
| 第2回日本協会招待NHK杯争奪ラグビー大会 1962年3月4日、対 近鉄 監督：岡仁詩 |          |      |          |
| 番号                                                                      | 選手名   | 学年 | 出身校   |
| 1                                                                         | 宮地克実 | 3年  | 四條畷   |
| 2                                                                         | 中得四郎 | 4年  | 桃山学院 |
| 3                                                                         | 住友基之 | 1年  | 桃山学院 |
| 4                                                                         | 岡田正保 | 2年  | 朱雀     |
| 5                                                                         | 浅草春乙 | 4年  | 洛北     |
| 6                                                                         | 青山信吉 | 4年  | 洛北     |
| 7                                                                         | 石塚広治 | 2年  | 朱雀     |
| 8                                                                         | 高倉孝次 | 3年  | 同志社   |
| 9                                                                         | 今村健三 | 1年  | 同志社   |
| 10                                                                        | 居島信二 | 2年  | 洛北     |
| 11                                                                        | 坂田好弘 | 1年  | 洛北     |
| 12                                                                        | 出口繁夫 | 4年  | 淀川工   |
| 13                                                                        | 橋本武志 | 1年  | 洛北     |
| 14                                                                        | 斎藤晃   | 3年  | 同志社   |
| 15                                                                        | 政田和雄 | 3年  | 嵯峨野   |

| 第1回日本ラグビーフットボール選手権大会 1964年3月22日、対 近鉄 監督：岡仁詩 |          |      |            |
| 番号                                                                        | 選手名   | 学年 | 出身校     |
| 1                                                                           | 松岡克己 | 4年  | 西陵商     |
| 2                                                                           | 平澤裕   | 3年  | 鴨沂       |
| 3                                                                           | 住友基之 | 3年  | 桃山学院   |
| 4                                                                           | 岡田正保 | 4年  | 朱雀       |
| 5                                                                           | 松山均   | 2年  | 山城       |
| 6                                                                           | 黒田毅   | 3年  | 同志社     |
| 7                                                                           | 石塚広治 | 4年  | 朱雀       |
| 8                                                                           | 藤田勝三 | 4年  | 同志社香里 |
| 9                                                                           | 今村健三 | 3年  | 同志社     |
| 10                                                                          | 居島信二 | 4年  | 洛北       |
| 11                                                                          | 坂田好弘 | 3年  | 洛北       |
| 12                                                                          | 俣木慶治 | 4年  | 桃山学院   |
| 13                                                                          | 橋本武志 | 3年  | 洛北       |
| 14                                                                          | 藤川由武 | 1年  | 同志社     |
| 15                                                                          | 岸本博巳 | 4年  | 同志社香里 |

※太字はキャプテン。

## 主な在籍選手
- 大島泰真 （主将、SO / 京都成章高）
- 石田太陽 （副将、SH / 東海大大阪仰星高）
- 林慶音 （副将、No.8 / 大阪桐蔭高）
- 山田虎希 （FWリーダー、LO / 同志社高）
- 荒川駿 （FWリーダー、HO / 東海大大阪仰星高）
- 岩本総司 （BKリーダー、WTB / 常翔学園高）
- 森岡蒼良 （BKリーダー、CTB / 京都成章高）

## 在籍した選手
- 金野滋（日本ラグビーフットボール協会第十代会長、大英帝国勲章OBE / 麻布中）
- 岡仁詩（元日本代表監督、同志社大学名誉教授 / 天王寺中）
- 内藤卓（WTB、日本代表選手 / 明石中）
- 橘広（LO・CTB、日本代表選手 / 同志社中）
- 廣畠登（FL・CTB、日本代表選手 / 同志社高）
- 門戸良太郎（SH、日本代表選手、近鉄 / 天王寺中）
- 大塚満弥（SH、日本代表選手、神戸市役所 / 新潟高）
- 上坂桂造（SO、日本代表選手、近鉄 / 堀川高）
- 大塚謙次（LO、日本代表選手 / 同志社香里高）
- 原田輝美（FB・CTB、日本代表選手、京都市役所 / 熊本工高）
- 中得四郎（HO、当校ヘッドコーチ / 桃山学院高）
- 石塚広治（FL、日本代表選手、近鉄 / 朱雀高）
- 坂田好弘（WTB、元関西ラグビーフットボール協会会長、日本代表選手 、近鉄、元大阪体育大学ラグビー部部長・監督 / 洛北高）
- 藤田勝三（FL・No8、日本代表選手、エーコンクラブ、いの子屋 / 同志社香里高）
- 宮地克実（PR、日本代表監督、日本代表選手、元東京三洋電機選手、三洋電機監督 / 四条畷高）
- 住友基之（PR、日本代表選手、栗田工業）
- 黒坂敏夫（PR・HO、日本代表選手、近鉄 / 桃山学院高）
- 飯降幸雄（PR、日本代表選手、東京三洋電機 / 桃山学院高）
- 柴田浩一（LO、日本代表選手、三菱製鋼、住友金属、東京三洋電機、三洋電機ワイルドナイツ監督 / 長崎南高）
- 小藪修（SO、日本代表監督、日本代表選手、新日鐵釜石選手・監督 / 淀川工高）
- 狩野均（CTB、日本代表選手、東京三洋電機 / 同志社高）
- 安井敏明（PR、日本代表選手、神戸製鋼 / 四條畷高）
- 平井俊洋（PR、日本代表選手、トヨタ自工 / 同志社香里高）
- 村口和夫（WTB・CTB、日本代表選手、新日鐵釜石 / 同志社香里高）
- 波々伯部稔（HO、日本代表選手、ユニチカ / 同志社高）
- 氏野博隆（WTB、日本代表選手、東京三洋電機 / 天理高）
- 矢島鉄朗（CTB・FB、日本代表選手、トヨタ自工 / 報徳学園高）
- 萩本光威（SH、日本代表選手・監督、元ラグビー女子日本代表監督、神戸製鋼ヘッドコーチ・選手 / 報徳学園高）
- 森岡公隆（SO、日本代表選手、三菱重工長崎 / 長崎南高）
- 菅野有生央（WTB、神戸製鋼、同志社高）
- 豊田典俊（No8・FL・LO、日本代表選手、丸紅 / 島本高）
- 井上雅浩（HO、日本代表選手、サントリー / 天理高）
- 林敏之（LO・PR、日本代表選手、神戸製鋼 / 「壊し屋」の異名、徳島城北高）
- 中山敬一（HO、日本代表選手、神戸製鋼、同志社高）
- 大八木淳史（LO・FL、日本代表選手、神戸製鋼、タレント / 伏見工高）
- 平尾誠二（CTB・SO、日本代表監督・選手、神戸製鋼、神戸製鋼コベルコスティーラーズ総監督兼任ゼネラルマネージャー、日本サッカー協会元理事 / 伏見工高）
- 東田哲也（FB、日本代表選手、ワールドファイティングブル部長兼ゼネラルマネージャー / 大工大高）
- 土田雅人（NO8、日本代表選手・コーチ、日本ラグビー協会 会長、サントリー ヘッドコーチ・選手、現 サントリーフーズ社長 / 秋田工高）
- 木村敏隆（PR、日本代表選手、ワールド / 県立広島工高）
- 田井敏秀（日本代表選手、ワールドファイティングブルコーチ / 大工大高）
- 綾城高志（FB、神戸製鋼 / 東山高）
- 杉本慎治（FL、神戸製鋼 / 伏見工高）
- 中尾晃（No.8、ヤマハ、ヤマハ発動機元監督、同志社大学ラグビー部元監督 / 天理高）
- 山神孝志（FL、クボタ、クボタスピアーズヘッドコーチ、同志社大学ラグビー部元監督 / 岡山朝日高）
- 松尾勝博（SO、日本代表選手、ワールド、駿河台大学ラグビー部監督 / 延岡東高）
- 武藤規夫（FL、日本代表選手、神戸製鋼 / 延岡工高）
- 細川隆弘（FB・CTB、日本代表選手、神戸製鋼 / 1987年度卒 伏見工高）
- 小松節夫（CTB、日新製鋼、天理大学ラグビー部監督 / 天理高）
- 宮本勝文（FL、三洋電機ワイルドナイツ前監督、同志社大学ラグビー部前監督、元日本代表 / 1988年度卒 大工大高）
- 広瀬務（HO、日本代表選手、リコー）
- 弘津英司（HO・FL、日本代表選手、神戸製鋼 / 大工大高）
- 中村直人（PR、日本代表選手、元サントリーサンゴリアス / 洛北高）
- 谷口順一（1990年度主将、FL、電通  / 今宮高）
- 伊藤紀晶（1992年度主将、FB、神戸製鋼、同志社大学ラグビー部現ヘッドコーチ / 大工大高）
- 永山宜泉（HO、ワールド / 同志社香里高）
- 丸山朝秀（FL、三菱自動車京都  / 洛西高）
- 岡本恒司（1993年度主将、HO、電通  / 東福岡高）
- 杉原勇次郎（FL、清水建設 / 御影高）
- 中道紀和（PR、日本代表選手、神戸製鋼コベルコスティーラーズ / 1993年度卒 啓光学園高）
- 中村勝人（PR、清水建設、中村直人の弟 / 洛北高）
- 吉本周平（FL、博報堂  / 同志社高）
- 鬼束竜太（1994年度主将、SH、日本代表選手、ワールド、福岡サニックスブルース / 東福岡高）
- 石川裕一（WTB、ワールド  / 大工大高）
- 中村勝人（PR、清水建設、中村直人の弟 / 洛北高）
- 牟田誠（FB、博報堂  / 北野高）
- 見滝顕也（1995年度主将、FL、日本航空  / 國學院久我山高）
- 古道智（CTB、NTT関西  / 天理高）
- 大河原健二（1996年度主将、FL、電通  / 東農大二高）
- 大場将隆（SO、日本航空  / 同志社高）
- 坪井一剛（FL、NTT関西、伏見クラブ代表理事  / 伏見工高）
- 西村哉（WTB、ワールド  / 嵯峨野高）
- 萩井好次（PR、ワールド、関西学院大学ラグビー部元監督  / 八尾高）
- 藤原匡（WTB、日本代表選手、セコムラガッツ  / 八尾高）
- 向山昌利（1997年度主将、CTB、日本代表選手、ワールド、NECブルーロケッツ / 熊本高）
- 足立稔幸（CTB、トヨタ自動車  / 大分舞鶴高）
- 黒川雅弘（LO、日本代表選手、ワールド / 佐野高）
- 平尾剛史（FB、日本代表選手、三菱自動車京都 → 神戸製鋼、旧姓名：西嶋剛史 / 同志社香里高）
- 駒井克信（1998年度主将、FL、ワールド、福岡サニックスブルース  / 啓光学園高）
- 隅田良博（SO、三菱商事  / 同志社香里高）
- 谷口剛（HO、横河武蔵野アトラスターズ / 國學院久我山高）
- 永島淳（WTB、三洋電機  / 啓光学園高）
- 藤井哲平（SO、JR西日本レイラーズ  / 同志社高）
- 藤井元基（FL、サントリー  / 大分舞鶴高）
- 水間良武（1999年度主将、HO、三洋電機 / 大工大高）
- 大島利一（PR、東芝府中  / 國學院久我山高）
- 平岩洋平（WTB、JR西日本レイラーズ  / 同志社高）
- 松本大輔（CTB、JR西日本レイラーズ  / 同志社香里高）
- 大西将太郎（2000年度主将、SO・CTB、日本代表選手、ワールド、ヤマハ発動機ジュビロ、近鉄ライナーズ、豊田自動織機シャトルズ / 啓光学園高）
- 川嵜拓生（No.8、日本代表選手、九州電力キューデンヴォルテクス、玄海タンガロアラグビー / 修猷館高）
- 田中正純（No.8、7人制日本代表選手、ワールド、近鉄ライナーズ、六甲ファイティングブル / 京都学園高）
- 堂守剛史（HO、JR西日本レイラーズ  / 同志社香里高）
- 長谷川博章（SH、六甲ファイティングブル / 同志社高）
- 林慶鎬（LO、神戸製鋼コベルコスティーラーズ  / 同志社高）
- 堀井昭宏（LO、三洋電機  / 明石西高）
- 田中洋平（2001年度主将、PR、JR西日本レイラーズ  / 啓光学園高）
- 二ノ丸友幸（SH、クボタスピアーズ  / 啓光学園高）
- 徳野洋一（2002年度主将、CTB、神戸製鋼コベルコスティーラーズ  / 啓光学園高）
- 岩本健嗣（LO、トヨタ自動車ヴェルブリッツ / 1995年度卒 大工大高）
- 奥薗裕基（FL・No.8、7人制日本代表選手、近鉄ライナーズ、大阪府警察 / 天理高）
- 藤井航介（LO、日本代表選手、東芝府中、東芝大分 / 大分舞鶴高）
- 正面健司（WTB・FB、日本代表選手、トヨタ自動車ヴェルブリッツ、神戸製鋼コベルコスティーラーズ、近鉄ライナーズ / 東海大仰星高）
- 平浩二（CTB、日本代表選手、サントリーサンゴリアス / 長崎南山高）
- 吉田大樹（WTB・FB、日本代表選手、セブンス日本代表、東芝ブレイブルーパス、ヒガシクラブ / 東農大二高）
- 尾﨑章（PR、日本代表選手、サントリーサンゴリアス / 長崎南山高）
- 堀越健介（FL・No.8、三洋電機ワイルドナイツ、セコムラガッツ、三菱重工相模原ダイナボアーズ / 東農大二高）
- 佐藤貴志（SH、7人制日本代表選手、日本代表選手、ヤマハ発動機ジュビロ、神戸製鋼コベルコスティーラーズ / 東海大仰星高）
- 宇薄岳央（WTB、日本代表選手、7人制日本代表選手、東芝ブレイブルーパス / 東海大仰星高）
- 中矢健（CTB、7人制日本代表選手、ワールド、NTTドコモレッドハリケーンズ / 大阪桐蔭高）
- 辻正樹（WTB、トヨタ自動車ヴェルブリッツ / 大阪桐蔭高）
- 見先恒郎（SH、大阪ガス / 天王寺高）
- 荻原要（HO、クボタスピアーズ / 東農大二高）
- 望月雄太（LO・FL、日本代表選手、東芝ブレイブルーパス / 桐蔭学園高）
- 飯尾賢吾（2003年度主将、LO、大阪ガス / 同志社香里高）
- 端迫雅俊（No.8、九州電力キューデンヴォルテクス / 氷川高）
- 仙波智裕（2004年度主将、CTB、日本代表選手、東芝ブレイブルーパス / 八幡工高）
- 竹山森（SH、九州電力キューデンヴォルテクス、福岡かぶと虫クラブ / 東福岡高）
- 田中修司（中国電力レッドレグリオンズ / 長崎北高）
- 田原太一（LO、サントリーサンゴリアス / 鹿児島工高）
- 中山義孝（FL、日本代表選手、トヨタ自動車ヴェルブリッツ / 大分舞鶴高）
- 中村嘉樹（2005年度主将、PR・HO、トヨタ自動車ヴェルブリッツ / 啓光学園高）
- 今森甚（SO、東京ガスラグビー部 / 啓光学園高）
- 谷内亮太（SH、JR西日本レイラーズ / 同志社高）
- 檀上大樹（HO、RED WING）
- 山本翼（PR、神戸製鋼コベルコスティーラーズ / 芦屋高）
- 真継丈友紀（BK、ラグビーレフリー / 洛北高）
- 深澤泰山（2006年度主将、FL・No.8、東京ガスラグビー部 / 國學院久我山高）
- 大橋由和（WTB、神戸製鋼コベルコスティーラーズ / 大工大高）
- 小野田寛文（PR、九州電力キューデンヴォルテクス / 大分舞鶴高）
- 君島良夫（SO、NTTコミュニケーションズシャイニングアークス、日野自動車レッドドルフィンズ / 清真学園高）
- 岩切達樹（WTB、サントリーフーズサンデルフィス/同志社高校）
- 久保貴裕（WTB、横河武蔵野アトラスターズ、三菱電機メルコダイヤモンズ / 東海大仰星高）
- 桑原一将（FL・No.8、東京ガスラグビー部 / 長崎北陽台高）
- 宋基史（CTB、三菱電機メルコダイヤモンズ / 向山高）
- 前川泰慶（2007年度主将、LO、クボタスピアーズ / 同志社香里高）
- 岩下和弘（PR、栗田工業ウォーターガッシュ / 日川高）
- 浦真人（LO、九州電力キューデン ヴォルテクス / 大分舞鶴高）
- 川嵜耕大（LO・PR、九州電力キューデンヴォルテクス / 修猷館高）
- 諸隈知也（HO、栗田工業ウォーターガッシュ / 東福岡高）
- 太田春樹（2008年度主将、HO、近鉄ライナーズ / 天理高）
- 石川貴浩（CTB、清水建設ブルーシャークス / 清真学園高）
- 釜池真道（WTB・CTB、NECグリーンロケッツ / 啓光学園高）
- 菊武直也（WTB、福岡銀行ブルーグルーパーズ / 筑紫高）
- 才口將太（FB、NTTドコモレッドハリケーンズ / 大分舞鶴高）
- 沢田陵太（LO、中部電力ラグビー部 / 同志社高）
- 菅原崇聖（PR、キヤノンイーグルス / 函館ラ・サール高）
- 趙顯哲（SO、横河武蔵野アトラスターズ / 大阪朝鮮高）
- 宮本啓希（CTB、サントリーサンゴリアス / 天理高）
- 森田尚希（CTB、近鉄ライナーズ / 啓光学園高）
- 村上丈祐（2009年度主将、LO・FL、東京ガスラグビー部 / 仙台育英高）
- 尼田聖朗（CTB、三菱電機メルコダイヤモンズ / 同志社香里高）
- 井口太郎（PR、三菱電機メルコダイヤモンズ / 鹿児島玉龍高）
- 東郷幹也（SH、中部電力ラグビー部 / 同志社高）
- 川端正樹（CTB、NTTドコモレッドハリケーンズ / 同志社香里高）
- 野上喬平（CTB、JR西日本レイラーズ / 東海大仰星高）
- 橋詰明範（SH、六甲ファイティングブル / 同志社香里高）
- 橋野皓介（SO、7人制日本代表選手、キヤノンイーグルス / 大工大高）
- 前田俊介（LO、六甲ファイティングブル / 同志社国際高）
- 松本友介（PR、リコーブラックラムズ / 天理高）
- 林田知薫（FB、三菱電機メルコダイヤモンズ / 東福岡高）
- 大平純平（2010年度主将、FL・HO、東京ガスラグビー部 / 石見智翠館高）
- 光井匡（FL、豊田通商BLUE WING / 同志社国際高）
- 小森光太郎（SH、九州電力キューデンヴォルテクス / 長崎北陽台高）
- 才田修二（PR、近鉄ライナーズ / 東福岡高）
- 斉藤由樹（SH、RED WING）
- 酒井教全（WTB、パナソニック ワイルドナイツ、旧姓名：大久保教全 / 深谷高）
- 四至本侑城（LO・No.8、クボタスピアーズ / 大阪桐蔭高）
- 富田誠（PR、MUFG RFC）
- 中田雄一郎（FL、RED WING / 鳴門高）
- 松崎夏幸（PR、鹿児島銀行ラグビー部 / 鹿児島玉龍高）
- 松本広大（FL、日本新薬ラグビー / 伏見工高）
- 森田洋介（SO・CTB、NECグリーンロケッツ / 同志社高）
- 西田悠人（2011年度主将、CTB、東京ガスラグビー部 / 啓光学園高）
- 岩崎大輔（FL、三菱自動車京都レッドエボリューションズ / 東山高）
- 角川海人（LO、豊田通商BLUE WING / 追浜高）
- 島袋剛佑（CTB、RED WING / 同志社香里高）
- 正海智大（FB、7人制日本代表選手、九州電力キューデンヴォルテクス / 東福岡高）
- 関戸航星（WTB、豊田通商BLUE WING / 同志社国際高）
- 立尾耕草（SO・CTB、三菱電機メルコダイヤモンズ / 九州学院高）
- 張和裕（SO、JR西日本レイラーズ / 大阪朝鮮高）
- 橋野哲平（SH、JR西日本レイラーズ / 伏見工高）
- 日野剛志（HO、ヤマハ発動機ジュビロ / 筑紫高）
- 西林宏祐（2012年度主将、No.8、神戸製鋼コベルコスティーラーズ / 同志社高）
- 金本航（SH、Honda Heat / 東福岡高）
- 下平凌也（SH、豊田自動織機シャトルズ / 常翔学園高）
- 中村高大（WTB、JR西日本レイラーズ / 同志社香里高）
- 長井一史（CTB、三菱自動車京都レッドエボリューションズ / 同志社香里高）
- 廣佐古大典（LO・FL、中部電力ラグビー部 / 長崎北陽台高）
- 藤巻賢太郎（WTB、豊田通商BLUE WING / 同志社高）
- 秋山哲平（2013年度主将、HO、NECブルーロケッツ / 東福岡高）
- 清鶴勘太（SH、サントリーフーズサンデルフィス / 同志社香里高）
- 田中大樹（SO、RED WING / 同志社高）
- 藤本貴也（FB、JR西日本レイラーズ / 長崎北陽台高）
- 山下祥平（HO、MUFG RFC / 京都成章高）
- 田淵慎理（2014年度主将、No.8・FL、近鉄ライナーズ / 天理高）
- 北川賢吾（PR、クボタスピアーズ / 東福岡高）
- 嶋田崇人（WTB・FB、MUFG RFC / 同志社香里高）
- 宮島裕之（WTB、NECブルーロケッツ / 飯田高）
- 安井貴大（HO、JR西日本レイラーズ / 同志社香里高）
- 才田智（2015年度主将、PR、クボタスピアーズ / 東福岡高）
- 岩村昂太（SH、トヨタ自動車ヴェルブリッツ / 東福岡高）
- 林真太郎（CTB、神戸製鋼コベルコスティーラーズ / 同志社香里高）
- 森山雄（WTB、サントリーサンゴリアス / 富山第一高）
- 渡邉夏燦（SO、三菱重工相模原ダイナボアーズ / クライストチャーチボーイズ高）
- 山田有樹（2016年度主将、LO、九州電力キューデンヴォルテクス / 常翔学園高）
- 石田幹太 （CTB、NTTドコモレッドハリケーンズ / 同志社高）
- 氏家柊太 （WTB、釜石シーウェイブス / 磐城高）
- 海士広大（PR、クボタスピアーズ / 常翔学園高）
- 小林健太郎 （WTB・CTB、キヤノンイーグルス / 函館ラ・サール高）
- 崎口銀二朗（FB、マツダブルーズーマーズ / 大阪桐蔭高）
- 秦啓祐 （No.8、NTTドコモレッドハリケーンズ / 小倉高）
- 趙隆泰 （PR、NTTドコモレッドハリケーンズ / 大阪朝鮮高）
- 永富健太郎 （SO、キヤノンイーグルス / 修猷館高）
- 大越元気 （SH、サントリーサンゴリアス / 茗溪学園高）
- 松井千士 （WTB、サントリーサンゴリアス、日本代表選手、7人制日本代表選手 / 常翔学園高）
- 野中翔平 （2017年度主将、FL、近鉄ライナーズ / 東海大仰星高）
- 鶴田桂樹（WTB、中部電力ラグビー部、7人制日本代表選手 / 日川高）
- 山口修平（2018年度主将、CTB、トヨタ自動車ヴェルブリッツ / 同志社香里高）
- 永富晨太郎（CTB、クボタスピアーズ / 東福岡高）
- 平川隼也（HO、ヤマハ発動機ジュビロ / 長崎北陽台高）
- 安田卓平（FB、NTTコミュニケーションズシャイニングアークス、日本代表選手 /  同志社高）
- 山本雄貴（2019年度主将、WTB、キヤノンイーグルス / 同志社高）
- 服部綾（LO、三菱自動車京都レッドエボリューションズ / 東福岡高）
- 古城隼人（SO、九州電力キューデンヴォルテクス / 修猷館高）
- 堀部直壮（LO、クボタスピアーズ / 筑紫高）
- 髙野蓮（WTB、花園近鉄ライナーズ / 東福岡高）
- 原田健司（SH・WTB、清水建設ブルーシャークス / 修猷館高）
- 中尾泰星（2020年度主将、FL、栗田工業ウォーターガッシュ / 大分舞鶴高）
- ファイアラガ望サムエル （PR、宗像サニックスブルース / 常翔学園高）
- 文裕徹 （PR、近鉄ライナーズ / 大阪朝鮮高）
- 田村魁世 （2021年度主将、SH、トヨタヴェルブリッツ / 桐蔭学園高）
- 山口楓斗 （FB、静岡ブルーレヴズ / 東海大福岡高）
- 和田悠一郎 （WTB、トヨタヴェルブリッツ / 東海大大阪仰星高）
- 木原音弥 （No.8、九州電力キューデンヴォルテクス / 東福岡高）
- 梁本旺義 （2022年度主将、FL・No.8、クボタスピアーズ船橋・東京ベイ / 常翔学園高）
- 新和田錬 （SH、クリタウォーターガッシュ昭島 / 尾道高）
- 笠原浩史 （WTB・FB、中部電力ラグビー部 / 同志社高）
- 鈴木康生 （LO、中部電力ラグビー部 / 旭野高）
- 古舘晏璃 （CTB、横河武蔵野アトラスターズ / 洛北高）
- 大森広太郎 （WTB、東京ガスラグビー部 / 茗溪学園高）
- 山本敦輝 （2023年度主将、PR、東京サントリーサンゴリアス / 常翔学園高）
- 岡野喬吾 （CTB、三重ホンダヒート / 常翔学園高）
- 松尾磨人 （SH、清水建設江東ブルーシャークス / サウスポートスクール）
- 大山卓真 （HO、豊田自動織機シャトルズ愛知 / 報徳学園高）
- 西濱悠太 （HO、中国電力レッドレグリオンズ / 東福岡高）
- 嘉納一千 （SO、マツダスカイアクティブズ広島 / 大阪桐蔭高）
- 寺北亘佑 （2024年度主将、LO、中部電力ラグビー部 / 常翔学園高）
- 久保太陽 （No.8、中国電力レッドレグリオンズ / 報徳学園高）
- 奥平都太郎 （FL、中部電力ラグビー部 / 東海大大阪仰星高）

## 所在地
- 京都府京田辺市多々羅都谷1-3